# Droit d'auteur dans les pays de common law
 (juin 2025).
Améliorez-le ou discutez des points à vérifier. 
Cet article concerne les prérogatives exclusives. Pour le logo, voir Copyright (typographie). Pour le groupe américain de pop punk, voir The Copyrights.

Symbole ©. Signification Copyright entreprise.

Dans les pays de common law, le droit d'auteur (anglais ː copyright, français ː droit d'auteur, indiqué par le symbole ©) est l’ensemble des prérogatives exclusives dont dispose une personne physique ou morale sur une œuvre de l’esprit originale. Il désigne donc un ensemble de lois en application, notamment, dans les pays du Commonwealth et aux États-Unis ; et qui diffère du droit d'auteur appliqué dans les pays de droit civil (tels que la France ou la Belgique) même si le terme est usité dans le langage courant.
Bien que les deux corpus de lois tendent à se rejoindre sur la forme grâce à l'harmonisation internationale opérée par la convention de Berne, ils diffèrent notablement sur le fond. le droit d'auteur de la common law relève plus d’une logique économique et accorde un droit moral restreint, là où le droit d'auteur romano-civiliste assure un droit moral fort en s'appuyant sur le lien entre l'auteur et son œuvre.

## Histoire

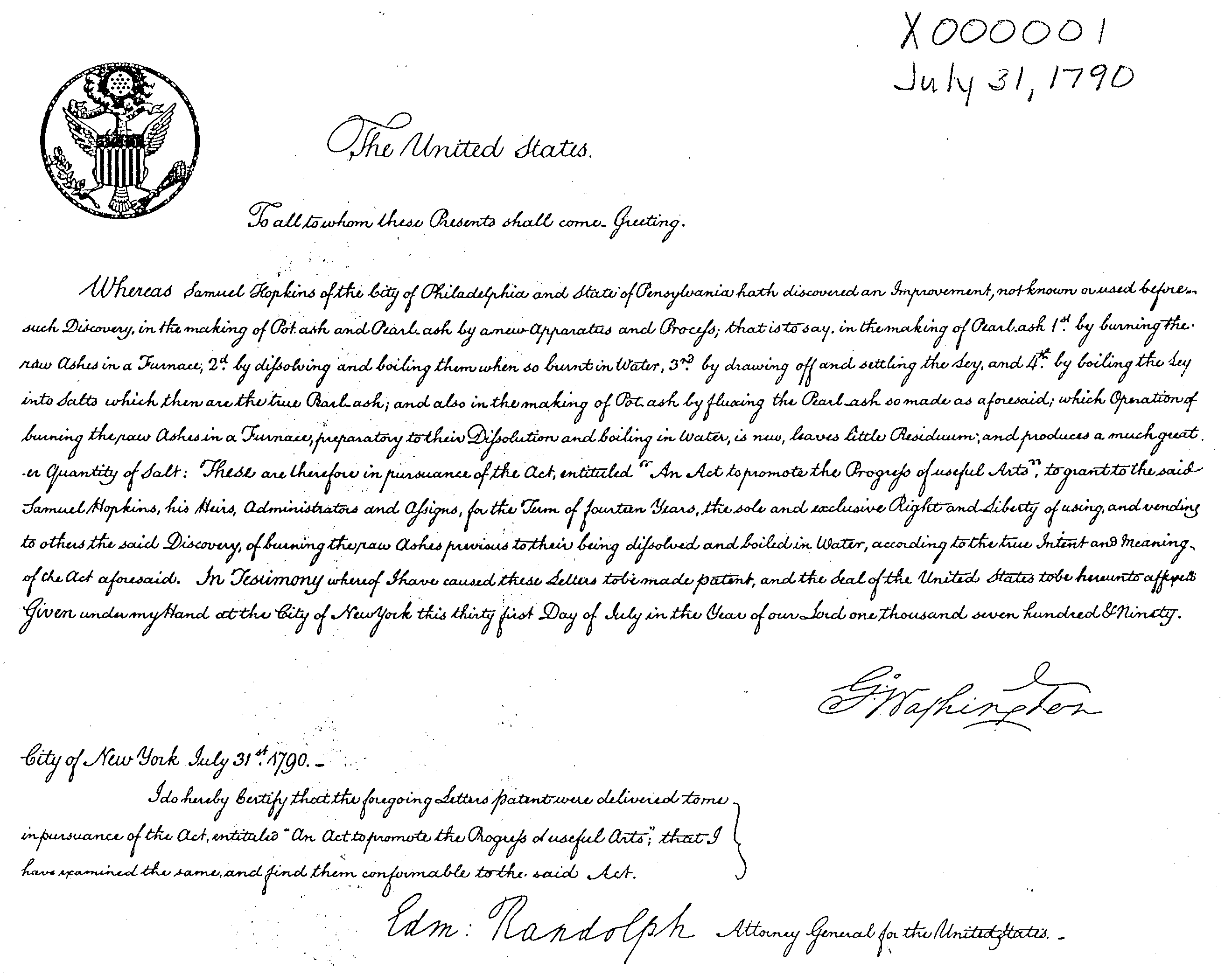
Patent Act of 1790 (introduit dans la Constitution des États-Unis).

L'histoire du droit d'auteur anglo-saxon ne commence pas aux États-Unis, mais bien au Royaume-Uni avec le Copyright Act de 1710. Cette loi met en place une régulation des droits d'auteurs par les gouvernements et les tribunaux. Auparavant, la Stationers' Company avait le monopole de l'impression et de la publication, et restreignait les copies d'œuvres, selon le Licensing Act de 1662. Le copyright de 1710 offrait une protection de 14 ans, renouvelable une fois si l'auteur est encore vivant, durant laquelle les auteurs et imprimeurs pouvaient décider de qui publierait leurs œuvres. 
Aux États-Unis, le droit d'auteur tient ses origines de la préparation dans les années 1780 d'une clause mixant brevet et droit d'auteur inscrite dans le droit aux États-Unis par le Patent Act of 1790 (en) (que d'autres nomment « Copyright Act of 1790 »)
« Le Congrès aura le pouvoir... Pour promouvoir le progrès des sciences et des Arts utiles, il assurera aux auteurs et inventeurs un droit exclusif vis-à-vis de leurs écrits et découvertes respectifs. »
Les origines de cette première loi américaine sur les brevets (10 avril 1790) semblent pouvoir être trouvées dans une Résolution qui a provoqué un débat sur la constitutionnalité d'éventuelles autorisations d'importer des brevets de l'étranger (qui explique d'ailleurs pourquoi la Loi sur les brevets de 1790 ne prévoyait pas de brevets d'importation quand elle a finalement été adoptée).
L'invention doit être très précisément décrite, de manière assez exacte pour « distinguer l'invention ou la découverte d'autres choses déjà connues et utilisées », mais également pour permettre à un ouvrier ou à d'autres personnes versées dans l'art de la fabrication du domaine, « de confectionner, construire, ou utiliser » cette invention afin que le public « puisse bénéficier de tous ses avantages après expiration de la durée du brevet ».
Un Conseil des brevets s'est alors mis en place, dont les membres se faisaient appeler « Commissaires pour la promotion des arts utiles » ont reçu le pouvoir d'accorder ou refuser tout brevet après avoir décidé si l'invention ou la découverte était « suffisamment utile et importante » pour mériter un brevet. Les premiers membres du conseil incluaient Thomas Jefferson, Henry Knox, et Edmund Randolph (qui auraient donc pu parfois se trouver en situation de conflit d'intérêts)
L'obtention d'un brevet nécessitait alors l'acquittement d'une taxe globale d'environ quatre à cinq dollars (dix cents par cent mots de spécifications). La durée de chaque brevet était déterminée par le Conseil des brevets, mais ne pouvait en aucun cas dépasser quatorze années, au-delà desquelles l'invention ou le texte pouvait être réutilisé par tous. Ce droit sera ensuite régulièrement remanié, avec une tendance — à chaque réforme — à rallonger la durée de protection : en 1831, la durée de protection du brevet passa à 42 ans, en 1909 à 56 ans, en 1976, ce fut la durée de vie de l’auteur en plus de 50 années et en 1998 jusqu’à nos jours, la durée de vie de l’auteur en plus de 70 années.

## Champs
- Le droit d'auteur ne protège pas les simples idées. Il protège davantage l'investissement que le caractère créatif[réf. nécessaire]. Une seconde différence réside dans l'exigence de fixation matérielle des œuvres, sur un dessin, une partition musicale, une vidéo, un fichier informatique, ou tout autre support. Par exemple, les discours et les chorégraphies ne sont pas protégés par le droit d'auteur de la common law tant qu’ils n’ont pas été transcrits ou enregistrés sur un support. Sous réserve de cette fixation, la protection du droit d'auteur s'applique automatiquement aux œuvres publiées comme non publiées. Un enregistrement volontaire des œuvres auprès d’une administration peut être nécessaire pour apporter la preuve de ses droits devant les tribunaux.
- Le titulaire du droit d'auteur peut être l'auteur, le producteur ou l'éditeur de l'œuvre. Si l’œuvre a été créée par un employé dans le cadre de ses fonctions, c’est l'employeur qui est seul titulaire du droit d'auteur. L’auteur n’a donc pas droit à une rémunération spécifique, en plus de son salaire. Il en est de même pour les œuvres de commande (works made for hire), qui appartiennent au commanditaire et non à l'auteur. Il en est autrement en France : « L'existence ou la conclusion d'un contrat de travail ou de commande par l'auteur d'une œuvre de l'esprit ne le dépossède pas de ses droits. Aussi l'employeur ou le commanditaire n'est-il pas automatiquement titulaire des droits d'auteur sur l'œuvre réalisée pour son compte. La conclusion d'un contrat prévoyant explicitement la cession des droits de l'auteur est requise »[13].
- Notons que les spécialistes du droit d'auteur actifs dans le champ légal disent que la notion de copyright est liée au champ philosophique de l'esthétique, puisqu'il s'agit de juger si une œuvre est totalement originale ou non, dans quelle mesure elle peut avoir été transformée, etc.

## Droits accordés
Le droit moral de l'auteur est reconnu par tous les pays de common law qui ont adhéré à la Convention de Berne tels le Canada ou le Royaume-Uni. Malgré leur adhésion à cette convention, les États-Unis n'appliquent le droit moral qu'au niveau national mais pour certains types d'œuvres seulement. Le droit moral comporte le droit de paternité, et le droit au respect de l'œuvre. Le droit moral est limité dans le temps, transmissible aux héritiers à la mort de l'auteur, et susceptible d’aliénation : l’auteur peut y renoncer selon les pays.
Les droits patrimoniaux confèrent le droit exclusif d'exercer et d'autoriser des tiers à exercer : la reproduction de l'œuvre, la création d’œuvres dérivées de l'œuvre originale, la distribution de copies de l'œuvre au public (vente, location, prêt, cession) sous quelque forme que ce soit, et la représentation publique de l'œuvre, avec quelque procédé que ce soit. Aucune représentation de l'auteur ne peut être réalisée sans la mention du droit d'auteur.

## Exceptions
Le concept de fair use aux États-Unis et celui d'utilisation équitable dans les autres pays de common law constituent des exceptions plus larges que celles qui sont appliquées dans les pays de droit civil. Alors que les exceptions au droit d'auteur sont limitativement énumérées dans la loi, et sont d'interprétation stricte, le fair use donne aux tribunaux le pouvoir d'apprécier au cas par cas si l'usage d'une œuvre est loyal. Cette appréciation se fait en fonction du caractère commercial ou désintéressé de l'usage, de la nature de l'œuvre, de l'ampleur de la reproduction effectuée, et de ses conséquences sur la valeur de l'œuvre,.

## Droit par pays

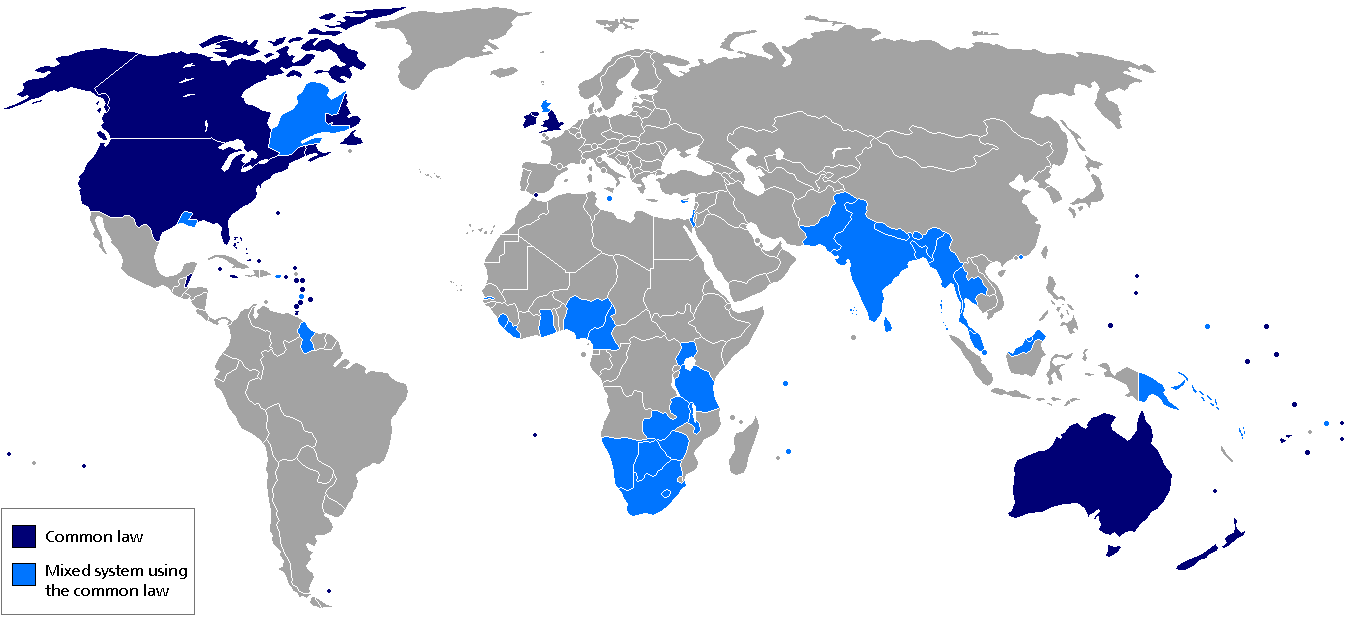
Pays de common law.
Pays appliquant en partie la common law.

Au niveau international le droit de l'auteur est reconnu par les 177 pays signataires de la convention de Berne. En vertu de la Convention de Berne, la durée typique de la protection du droit d'auteur est de 50 ans pour la date de publication. Il s'agit d'une moyenne - les lois nationales sont généralement supérieures à cette durée.

### Canada
Au Canada, la protection accordée par le droit d'auteur dure 70 ans après le décès de l'auteur pour la plupart des œuvres. Le concept d'utilisation équitable limite le champ du droit d'auteur dans certaines hypothèses afin de garantir l'équilibre entre protection des œuvres et droit du public à l'information.

### États-Unis
Aux États-Unis une œuvre, même inachevée, est créée lorsqu'elle est fixée matériellement sur un support. Depuis l'adhésion des États-Unis à la Convention de Berne en 1989, l'enregistrement des œuvres étrangères auprès du Bureau du droit d'auteur n'est plus nécessaire pour bénéficier d'une protection juridique, mais il reste possible pour faciliter la preuve de ses droits. Le titulaire du droit d'auteur a le droit exclusif de reproduire ou de communiquer les œuvres, et d'autoriser la création d'œuvres dérivées. Un droit moral, comprenant le droit de paternité et le droit au respect de l'intégrité des créations est accordé aux seuls artistes des arts visuels. La durée du droit d'auteur dépend de la nature de l'œuvre et de sa date de publication. Désormais, toute œuvre créée bénéficie d'une protection de 70 ans post mortem si le titulaire est une personne physique. En vertu du Sonny Bono Copyright Term Extension Act, les entreprises bénéficient d'une protection de 95 ans à compter de la publication, ou de 120 ans à compter de la création si cette durée est plus longue.

### Chypre, Irlande, Malte
Au sein de l'Union européenne, seuls Chypre, l'Irlande et Malte font application du droit d'auteur de common law.

### Royaume-Uni
Au Royaume-Uni, la propriété intellectuelle est réglementée par la Designs and Patents Act.

## Critiques
Au XIXe siècle, Proudhon dénonce l’assimilation artificielle de la propriété intellectuelle à la propriété sur les biens corporels, ainsi que les conséquences néfastes de l’appropriation des œuvres sur la libre circulation des connaissances. Au XXe siècle, Richard Stallman et les défenseurs de la culture libre ont repris ces thèses.
Certains théoriciens, comme David K. Levine, présentent le droit d'auteur comme un concept obsolète, notamment dans le cadre de la société de l'information. D'autres, sans remettre en cause le principe du droit d'auteur, dénoncent ses excès, notamment l’extension continue de la durée de protection des œuvres et l’utilisation de gestion des droits numériques. Rares sont cependant ceux qui sont prêts à le remettre radicalement en cause comme Joost Smiers.
Dans la continuité de ces critiques, certains proposent de recourir aux licences Creative Commons comme principe alternatif au copyright. Mais d'autres (Smiers et Schijndel, 2009) vont plus loin en critiquant le modèle Creative Commons pour ce qu'il n'assure pas de modèle alternatif à la propriété intellectuelle telle que construite par l'industrie depuis le XIXe siècle. Par exemple, dans le monde des Arts, ces critiques prônent un marché dans le domaine public, ingouvernable par un monopole ou intérêt particulier, ni aucun groupe industriel, ni aucun pays en particulier. C'est l'expérience fructueuse qui est déjà mise en place depuis 2001 par certains groupes, tels Framasoft (Framalang, Framabook, etc.).

## Représentation numérique
Le caractère © peut être écrit en utilisant les raccourcis claviers suivants :
- Windows : Alt + 0169[28],

- Mac : Option + G[29],

- Linux : Compose + O + C[30],

- ChromeOS : Ctrl + Shift + U, A + 9, puis Entrer ou Espace[31],

- HTML : directement le caractère ©, ou les entités HTML © ou &#169;[32].